# Sacagawea
Sacagawea, Šošonka, tolmačka, *  1788, Lemhi River Valley, blizu kraja Salmon v zvezni državi Idaho, † 20. december 1812, Fort Lisa, danes Severna Dakota.
Ameriška staroselka, ki se je v vlogi vodičke in tolmačke udeležila ekspedicije Lewisa in Clarka po Severni Ameriki v začetku 19. stoletja. Ekspedicija se je začela leta 1804 v Severni Dakoti in končala leta 1806 po dosegu Tihega oceana.

## Kulturni pomen
Postala je pomemben del ameriške legende o ekspediciji Lewisa in Clarka. Asociacija National American Woman Suffrage Association jo je v zgodnjih letih 20. stoletja razglasila za simbol ženskih vrednot in neodvisnosti. V spomin so ji postavili kar nekaj spomenikov in spominskih plošč, prizadevajo pa si tudi za širjenje zgodbe o njenih dosežkih. 
Leta 2000 je kovnica United States Mint v njeno čast izdelala kovanec, na katerem je upodobljena s svojim sinom, Jeanom Baptistom Charbonneaujem. Zaradi neobstoja slike Sacagawaje je na kovancu prikazan obraz moderne Šošonke z imenom Randy'L He-dow Teton.
V letu 2001 ji je predsednik Bill Clinton dodelil naziv Honorary Sergeant.

## Biografija

### Zgodnje življenje
Zanesljivih podatkov o Sacagawea je zelo malo. Rojena je bila kot pripadnica ameriških staroselcev Šošonov med Kenneyjem Creekom and Agencyjem Creekom približno 20 minut od mest Salmon in Lemhi County v zvezni državi Idaho. Leta 1800, ko je bila stara približno 20 let, je bila ena izmed punc, ki so jih v bitki ugrabili pripadniki skupine Hidatsa. Boj se je končala s smrtjo nekaj pripadnikov Šošonov, med katermi so bill štirje moški, štiri ženske in nekaj fantov. Kot ujetnico so jo odpeljali v nekam blizu današnjega mesta Washburn v Severni Dakoti. 
Pri približno trinjastih letih se je poročila s Toussaintom Charbonneaujem, quebeškim traperjem, ki je živel na vasi. Sacagaweja ni bila njegova edina žena, saj je bil poročen tudi z Otto Woman, ki je bila prav tako Šošonka. Charbonneau naj bi obe ženi odkupil od skupine Hidatsa, po nekaterih virih pa naj bi Scagawejo pridobil s pomočjo igre na srečo. 

### Ekspedicija Lewisa in Clarka
Sacagaweja je bila noseča s prvim otrokom, ko so leta 1804 člani ekspedicije, imenovani tudi Corps of Discovery, prispeli v bližino vasi skupine Hidasa, da bi tam preživeli zimo. Kapitana Meriwether Lewis in William Clark sta zgradila tabor Fort Mandan. Intervjuvala sta traperje, ki bi bili obenem zmožni voditi in tolmačiti ekspedicijo do reke Missouri v pomladanskem času. Soglasno so se strinjali, da bi kot tolmača vzeli Charbonneauja, ko so odkrili, da Sacagaweja govori šošonski jezik, kar bi jih prišlo prav pri srečanju s šošonskimi plemeni ob izvirih reke Missouri, zato so vzeli še njo. 
Charbonneau in Sacagawea sta tri tedne kasneje začela vodenje ekspedicije. Clark je Sacagawejo vzljubil in ji nadel ljubkovalno ime "Janey". Leta 1805 je Sacagawea rodila fantka Jeana Baptista Charbonneauja. Clark in ostali udeleženci so ga poimenovali "Little Pomp" ali "Pompy".
V aprilu so pripadniki ekspedicije zapustiliI tabor Fort Mandan in se z manjšimi ladjami podali na plovbo po reki Missouri. 14. maja 1805 je Sacagawea rešila stvari, ki so se padle v morje, vključno z zapisniki in dnevniki Lewis in Clarka. Poveljniki marincev, ki so bill hvaležni za njeno dejanje, so 20. maja istega leta po njej poimenovali reko. 
Do avgusta leta 1805 so marinci našli šošonska plemena, s katerimi so se pogajali za konje, da bi lahko prečkali Skalno gorovje. Sacagawejo so uporabili za tolmačko, nakar je ugotovila, da je plemenski poglavar njen brat Cameahwait.
Šošonski poglavar je privolil v menjavo in jim priskrbel vodiče, ki so jih spremljali čez hladno in nerodovitno Skalno gorovje. Ekspedicija je postal tako zahtevna, da so se moral zadovoljiti s prehranjevanjem s svečami, narejenih iz loja. Ko so se spustili v bolj mila območja na drug strani Skalnega gorovja, jim je Scagaweja priskrbela kuharja, ki jim je pomagal povrniti moči. 
Ko se je ekspedicija bližala ustju reke Columbia na tihomorski obali, se je Sacagawea odpovedala svojemu pasu, narejenem iz biserov, da bi kapitanom omogočila zamenjavo za krzneno obleko, ki so jo namenili predsedniku Thomasu Jeffersonu.
Ko so marinci prispeli do Tihega oceana, so vsi člani, vključno s Sacagawejo, izglasovali lokacijo, kjer so zgradili zimsko utrdbo. Januarja so prispeli do obale južno od Forta Clatsopa, saj je Sacagaweja hotela videti okostje kita, ki ga je na obalo naplavilo morje.
Julija leta 1806 so ob prihodu nazaj dosegli Skalno gorovje. Čeprav je bila Sacagaweja izbrana za vodičko ekspedicije, je pri izbiri poti sodelovala le nekajkrat. Njena vloga tolmačke je nedvomno prispevala k boljšemu pogajanju s Šošoni, vendar pa je največ štela že sama udeležba pri zahtevni ekspediciji, ki je razkrila njeno miroljubno namero.

### Poznejše življenje in smrt
Po ekspediciji sta Charbonneau and Sacagawea tri leta preživela med pripadniki skupine Hidatsa, preden sta leta 1809 sprejela Clarkovo vabilo in se ustalila v St. Luisu v Missouriju. Zaupala sta mu Jean-Baptistovo šolanje, ki je mladeniča vpisal v internatno šolo Saint Louis Academy.
Sacagawea je enkrat po letu 1810 rodila punčko Lizette. Po pričanjih Bonnie "Spirit Wind-Walker" Butterfield je iz zgodovinskih dokumentov razvidno, da je Sacagawea umrla leta 1812 zaradi neznane bolezni. 
Nekaj mesecev kasneje je bilo v indijanskem napadu na Forth Liso ubito 15 mož. John Luttig in Sacagawejina mlajša hčerka sta bila ena izmed preživelih. Mislili so, da je bil Toussaint Charbonneau v tem času ubit, a naj bi, po nekaterih podatkih, doživel vsaj 80 let. Leta 1813 naj bi skrbništvo nad sinom in hčerko dodelil Clarku. 
Zadnji zapisani dokument, ki je bill pokazatelj Sacagawejinega obstoja, so našli med Clarkovimi originalnimi zapisi, napisanimi med letoma 1825 in 1826, kjer je naštel vse člane ekspedicije.
Domnevna smrt
Po nekaterih indijanskih ljuskih izročilih naj Sacagawea ne bi umrla leta 1882. Zapustila naj bi svojega moža, prečkala Velike planjave in se poročila z enim izmed članov plemena Comanche. Leta 1884 naj bi se vrnila k svojemu šošojskemu plemenu. 
Po pričanjih Raymonda Wilsona naj bi Sacahaweja pritegnila pozornost sufražetk, ki so se borile za volilno pravico žensk. Le tem naj bi bila velik vzor. 
Leta 1925 je bil zdravnik dr. Charles Eastman najet, da bi odkril lokacijo Sagawejinih ostankov. Obiskal je veliko indijanskih plemen, da bi starejše člane povprašal, če vedo karkoli o Sacagaweji, nakar je odkril poglavarko Šošojev v Wind River rezervatu, ki naj bi bila lastnica indijanske medalje za mir, ki so jo s seboj prevažali na ekspediciji, del katere je bila tudi sama poglavarka. Vse je kazalo na to, da je bila poglavarka Porivo res Sacagewea, kar je bil tudi Estmanov zaključek. Leta 1963 so na podlagi Estmanovih odkritij Sacagaweji postavili spomenik v Fort Washakiju v rezervatu Wind River v Wyomingu.
Prepričanje, da je Sacagaweja res doživela visoko starost in umrla v Wyomingu je možno zaslediti v biografiji z naslovom Sacagawea, ki jo je pod vodstvom profesorice in zgodovinarke Grace Raymond Hebard izdala University of Wyoming. Njeno življenje je raziskovala kar 30 let. Thomas H. Johnson ji je nasprotoval, čes da ženska pokopana v rezervatu Wyoming Wind River ni Savagawea, saj se je ravnala zgolj po ljudskem izročilu in ni imela dovolj trdnih dokazov. 
V svoji knjigi z naslovom Sacagawea je leta 1984 Anna Lee Waldo raziskala zgodbo Sacagawejine vrnitve v Wyoming, 50 let po začetku ekspedicije. Zavedala se je raziskave, ki je predpostavljala, da letnica 1812 sovpada s Sacagawejino smrtjo, a se je kljub temu odločila, da bo raziskovala na podlagi ljudskega izročila.

## Ime
Dolgo časa je izvor, črkovanje in izgovor imena Sacahawea spremljala polemika. Lingvisti, ki so se z jezikom Hidatsa ukvarjali od leta 1879 so menili, da ime nedvomno izhaja iz skupine Hidatsa. Ime naj bi bill sestavljeno iz dveh pogostih samostalnikov jezika Hidatsa, in sicer "cagáàga", kar pomeni ptico, in  "míà", kar pomeni žensko. Ime se napiše "Cagáàgawia", kar v modernem Hidatsa jeziku pomeni “ptičja ženska”. 
Ime ima kar nekaj možnih variant izgovorjave. Lahko se izgovori kot "Sacagawea" /səˌkɑːɡəˈwiːə/, kar je tudi najpogostejša izgovorjava.  V dnevnikih z ekspedicije Lewis in Clarka je njeno ime omenjeno 17-krat in je črkovano na osem različnih načinov.
Izgovorjava "Sacagawea" se je začela uporabljati leta 1910 v vladnih dokumentih ZDA kot pravilna. Tovrstno črkovanje je združba United States Mint uporabila na ameriškem dolarju, na ta način pa ime zapisujejo tudi zgodovinski strokovnjaki. 
Drugi možnosti izgovorjavo sta še "Sakakawea" /səˌkɑːkəˈwiːə/}  in "Sacajewea" /ˌsækədʒəˈwiːə/.

## Leposlovje, filmi in glasba
Dva romanopisca sta v zgodnjih 20. letih na podlagi uveljavljenje podobe Sacagaweje napisala dve deli. Knjiga The Conquest: The True Story of Lewis and Clark, ki jo je napisala ameriška sufražetka Eva Emery Dye, je bila objavljena leta 1902 v okviru stoletnice ekspedicije Lewis in Clarka. Asociacija National American Woman Suffrage Association jo je imenovalo za junakinjo, kar je razvidno tudi iz dnevnikov članic, kjer je možno zaslediti Sacagawejino ime. Nekaj desetletij pozneje, leta 1933, je Grace Hebard požela še večjo slavo s svojim delom z naslovom Sacagawea. 
Sacagawea je od takrat naprej popularna figura zgodovinskih in mladinskih knjig vključno z dolgim romanom iz leta 1884  z naslovom Sacajawea, ki jo je napisala Anna Lee Waldo.
Na podlagi nekaterih leposlovnih del naj bi bila Sacagawea v romantičnem razmerju z Lewisom ali Clarkom. Sodeč po dnevnikih, naj bi bila s Clakom le prijateljica in naj bi mu bila na uslugo, medtem ko so idejo romantičnega razmerja ustvarili romanopisci, ki so o ekspediciji pisali leta kasneje. Ideja je prikazana v vesternu iz leta 1955 z naslovom The Far Horizons. Po njej je bilo posnetih tuki nekaj drugih filmov. 
Sacagewea je omenjena v pesmi Steviea Wonderja z naslovom "Black Man” iz albuma Songs in the Key of Life. Njeno ime se pojavi tudi na koncertu Phillipa Glassa z naslovom "Piano Concerto No. 2 after Lewis & Clark” in v pesmi skupine Schoolhouse Rock z naslovom “Elbow Room”.

## Center Sacajawea
Sacajawea Interpretive, Cultural, and Educational Center je park obdan z gorami in rekami v Sagawajini domovini v Salmonu. Lastnik in upravljavec je samo mesto v sodelovanju z različnimi neprofitnimi in prostovoljnimi organizacijami.